# 金沢市民野球場
金沢市民野球場（かなざわしみんやきゅうじょう）は、石川県金沢市の金沢城北市民運動公園内にある野球場。施設は金沢市が所有し、金沢市スポーツ事業団が指定管理者として運営管理を行っている。

## 歴史
金沢市の市制100周年事業として整備された城北市民運動公園内に1990年開場。以来高校野球などアマチュア野球の公式戦が行われている。2007年からはベースボール・チャレンジ・リーグの石川ミリオンスターズが主たる公式戦開催球場の一つとして使用してきた。2013年には初めてポストシーズンゲーム（グランドチャンピオンシップ）を実施し、翌年以降はすべてのポストシーズンゲームが当球場で実施されている。公式戦開催数でも2015年以降はシーズンの過半数となる20試合以上を毎年実施しており、石川県立野球場に代わってメイン球場となっている。石川の所属リーグが日本海オセアンリーグ（2022年）、日本海リーグ（2023年 - ）と移ってからも引き続きメインの開催球場となった（日本海オセアンリーグではセントラル開催方式による他球団ホーム試合もあり）。
収容人員は10,000人と少なく、一軍のプロ野球公式戦が開催されたことは一度もない。ただ金沢市は建設当初、後に増築して収容人員を25,000人前後まで増強できるよう、球場の周囲にスタンドを拡張するための用地を確保している。しかしその後石川県立野球場が設備を拡充するなどし、また市も財政難に苛まれるなどして、現在に至るまで拡張は実現していない。
2021年度から、全面人工芝に改修された。

## 主なエピソード
- 1990年9月1日に竣工記念で開催された「日韓親善高校野球大会」石川県選抜チーム対韓国選抜チーム戦で、当時星稜高等学校1年生だった松井秀喜が球場第1号本塁打を放った。市民球場の正面ロビーには、その時のボールが展示されている[4]。この模様は朝日放送が北陸放送の協力で制作し、両局でテレビ放送された。
- 1994年5月8日にイースタン・リーグ公式戦千葉ロッテマリーンズ対読売ジャイアンツが開催され、4-1でロッテが勝利している。

## 施設概要
- 両翼：99m、中堅：122m
- 内野：クレー、外野：天然芝
- 照明設備：6基
- 収容人員：10,000人
  - 内野：7,000人（全席背もたれ付セパレート席）、外野：3,000人（芝生）
- スコアボード：得点表示部＝電光式、その他＝パネル式

## 交通
- 北陸鉄道浅野川線・磯部駅より徒歩約15分（1.2km）、IRいしかわ鉄道・東金沢駅西口より徒歩約20分（1.4km）
- 金沢駅西口バスターミナル3番のりばより北鉄バス「（86）金沢社会保険病院経由 みずき四丁目」行で「田中南口」下車すぐ

- 北陸自動車道・金沢東インターチェンジより車で約10分